# Нікола Джукич
Нікола Джукич, Нікола Дукич (Nikola Djukic) — боснійський дипломат. Надзвичайний і Повноважний Посол Боснії і Герцеговини в Україні за сумісництвом (2009—2013).

## Життєпис
Працював консулом в Посольстві Боснії і Герцеговини в Празі.
Надзвичайний і Повноважний Посол Боснії і Герцеговини в Угорщині, У 2010—2013 рр. — Надзвичайний і Повноважний Посол Боснії і Герцеговини в Молдові за сумісництвом
У 2009—2013 рр. — Надзвичайний і Повноважний Посол Боснії і Герцеговини в Україні за сумісництвом.
1 грудня 2009 року — вручив вірчі грамоти Президенту України Віктору Ющенку.